# Keyboard Study no 1
Keyboard Study no 1 est une œuvre du compositeur américain Terry Riley écrite fin 1964 pour clavier.

## Historique
Le sous-titre de l'œuvre, Coule, fait référence au mot français dans son acceptation traditionnelle et musicale. Écrite à la même époque que In C, elle sera créée dans la même série de concerts que cette dernière en novembre 1964. Elle est cependant moins connue que Keyboard Study n° 2, la seconde de la série, et reste non publiée.

## Enregistrements
- Keyboard Study no 1, par John Tilbury, 1994.
- Keyboard Studies, par Steffen Schleiermacher, MD&G Records, 2002.
- Keyboard Study no 1, par Fabrizio Ottaviucci, éditions Stradivarius, 2008.